# رون ألفارادو
رون ألفارادو (بالإنجليزية: Rune Alvarado)‏ هو لاعب كرة قدم أمريكي، ولد في 15 مايو 1997.

## وصلات خارجية
- رون ألفارادو على موقع قاعدة بيانات كرة القدم.إي يو (الإنجليزية)
- رون ألفارادو على موقع ناشيونال فوتبول تيمز (الإنجليزية)